# Medaillonrog
De medaillonrog (Rostroraja texana) is een vissensoort uit de familie van de Rajidae. De wetenschappelijke naam van de soort is voor het eerst geldig gepubliceerd in 1921 door Chandler.